# شهرستان وب (تگزاس)
شهرستان وب، تگزاس (به انگلیسی: Webb County, Texas) یک سکونتگاه مسکونی در ایالات متحده آمریکا است که در تگزاس واقع شده‌است.

## خصوصیات
شهرستان وب ۸٬۷۴۳٫۸۵ کیلومترمربع مساحت دارد.

## نگارخانه

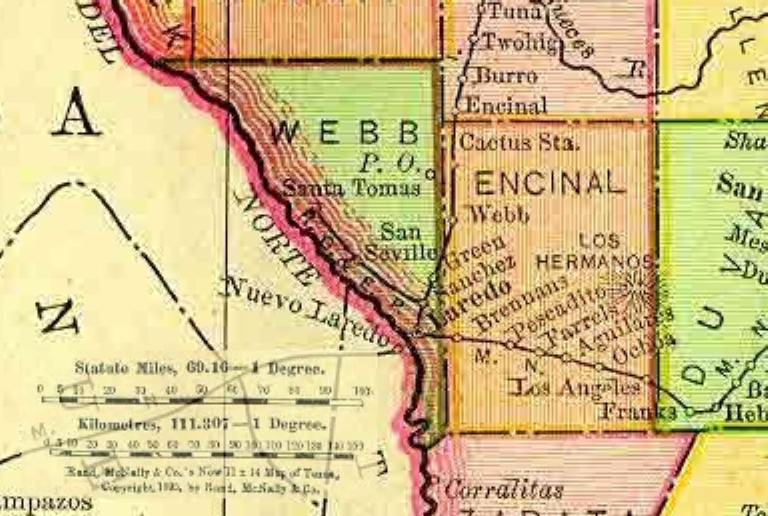
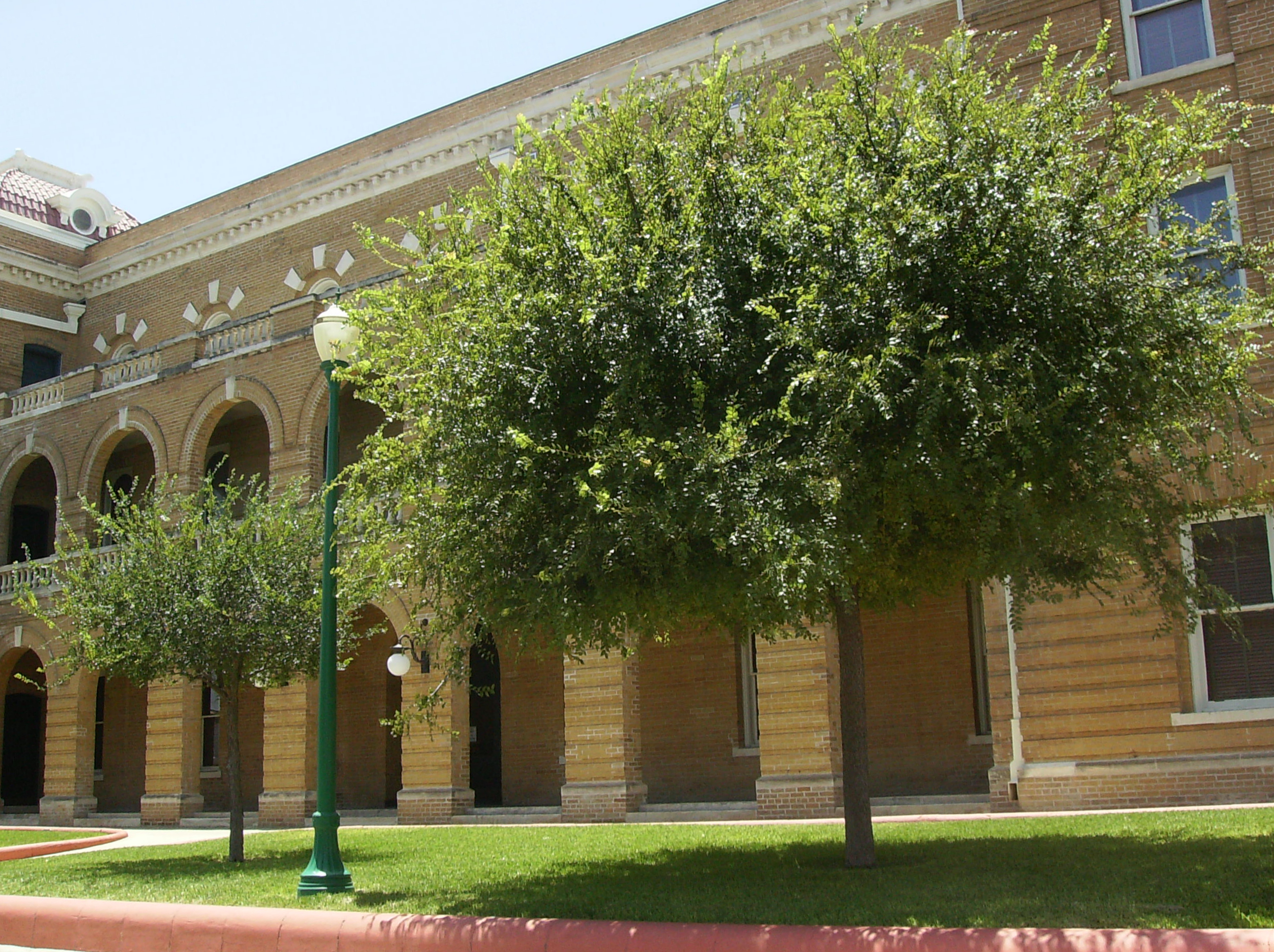
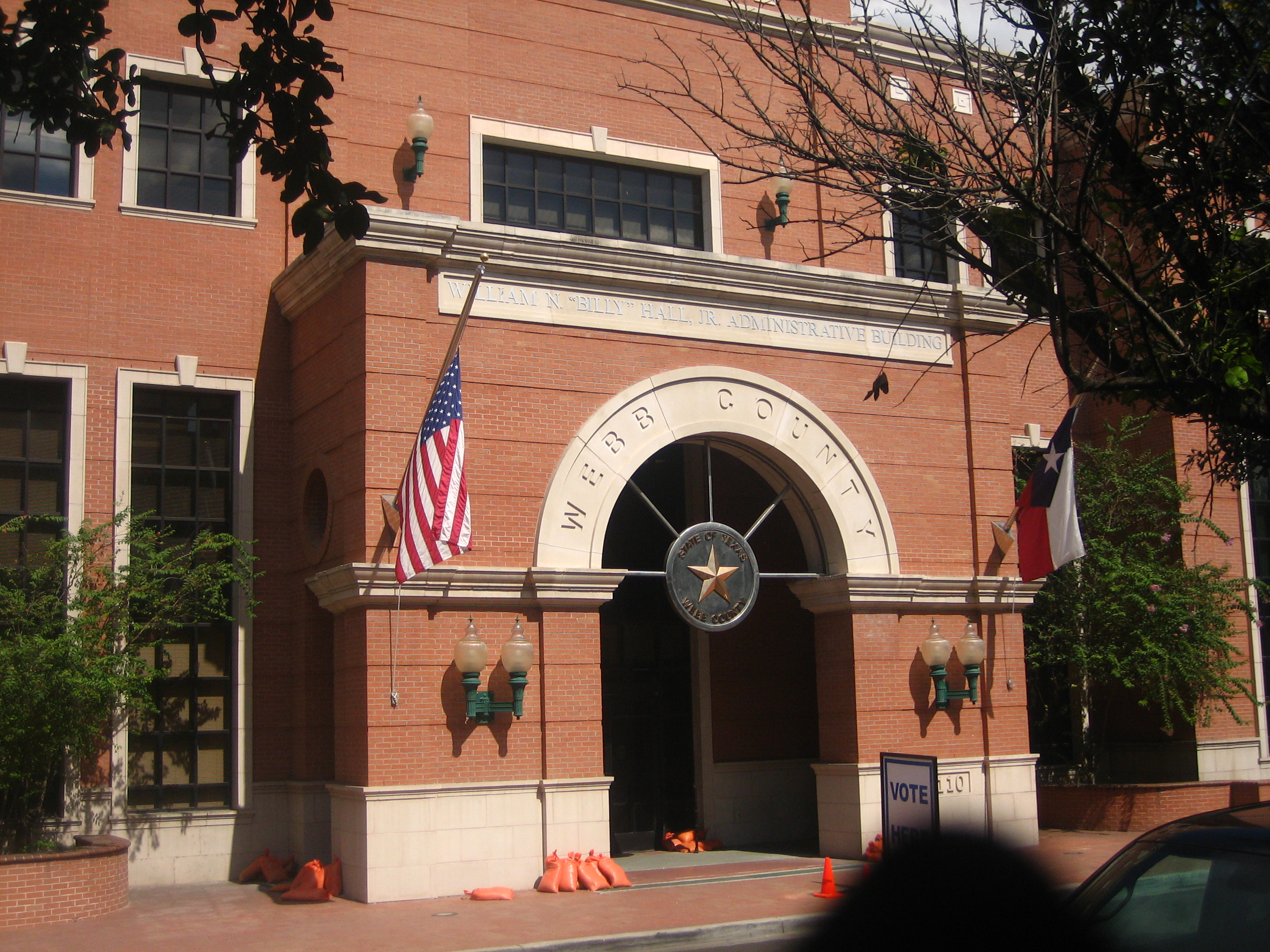
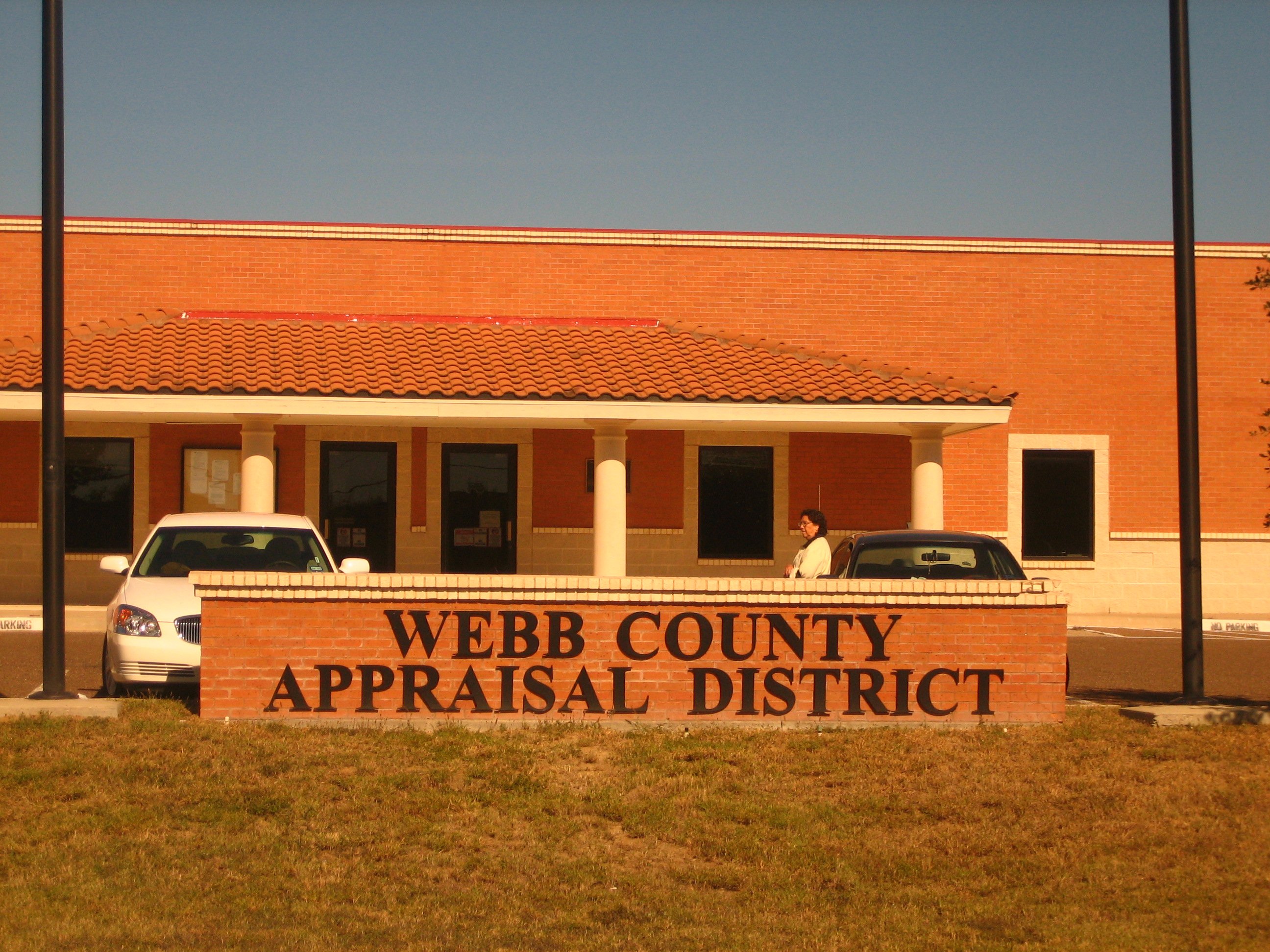
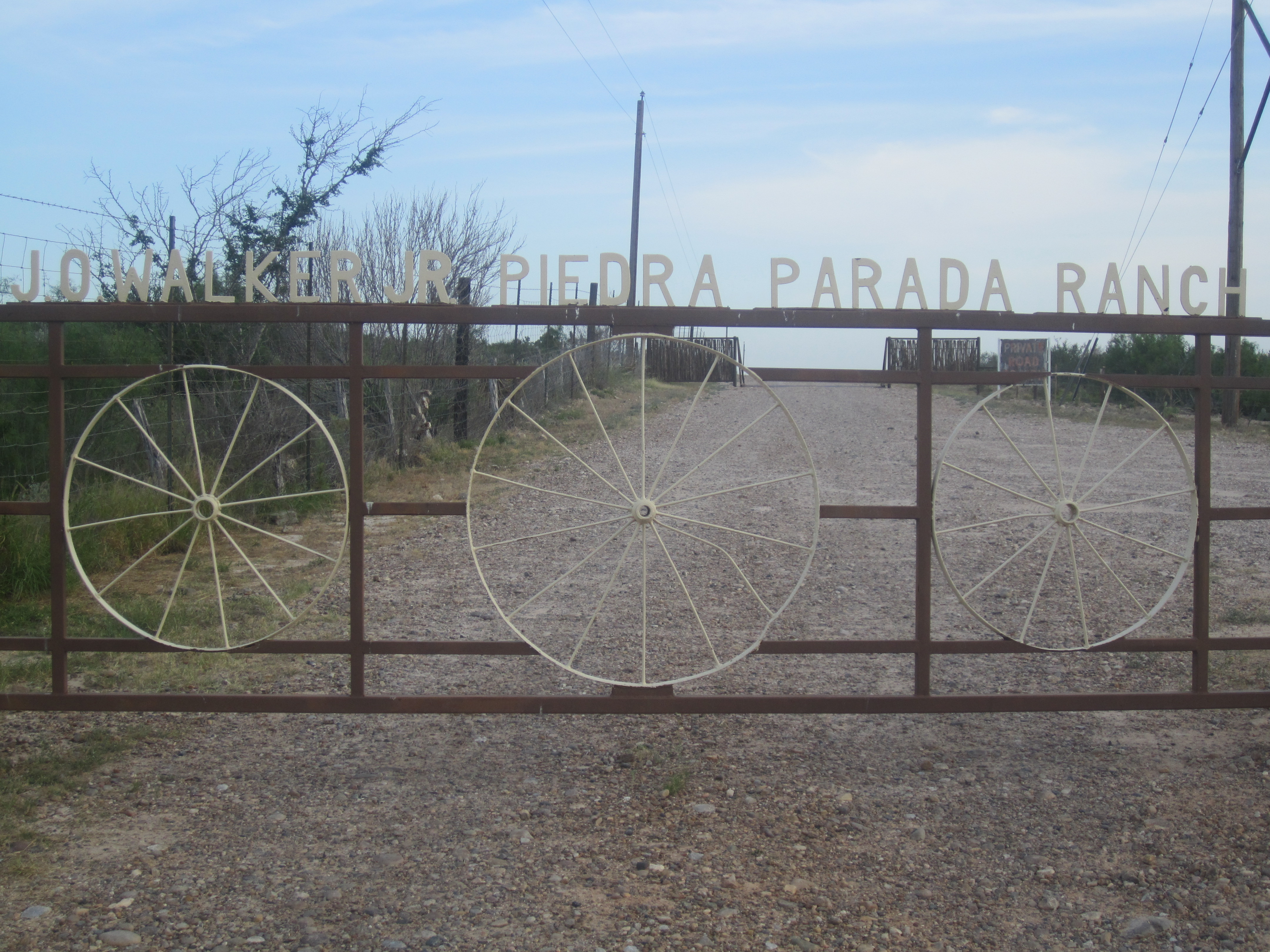
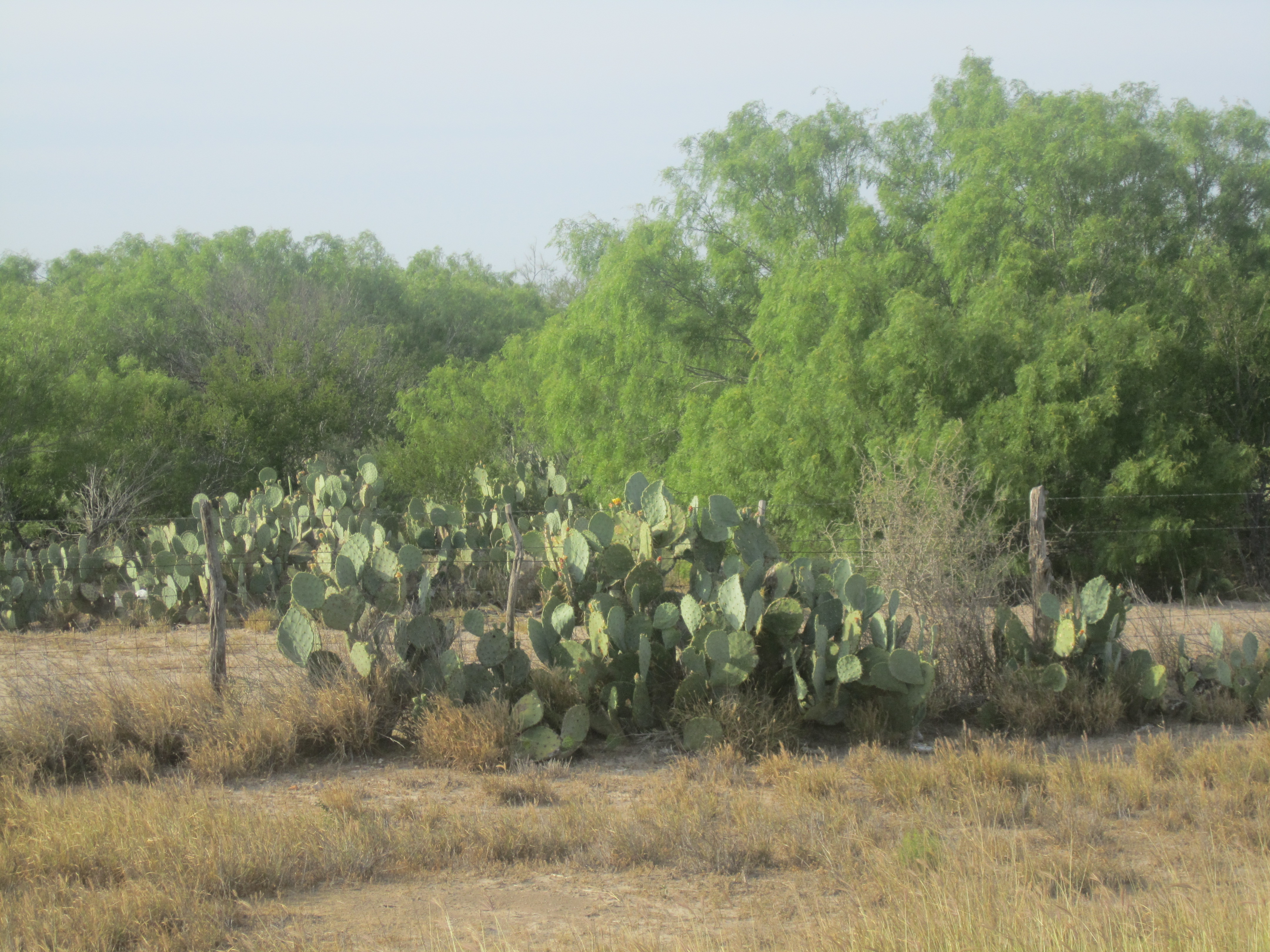
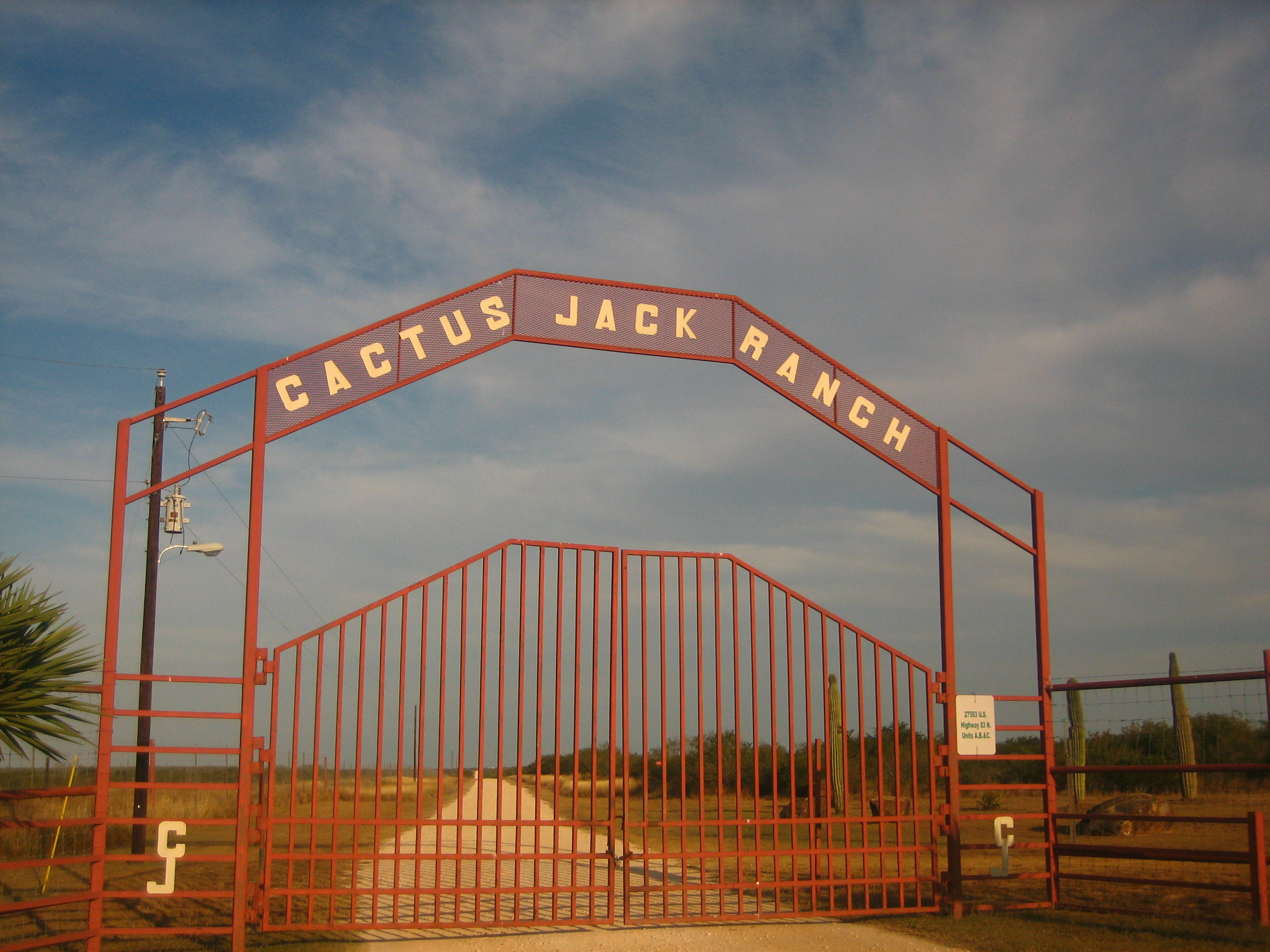
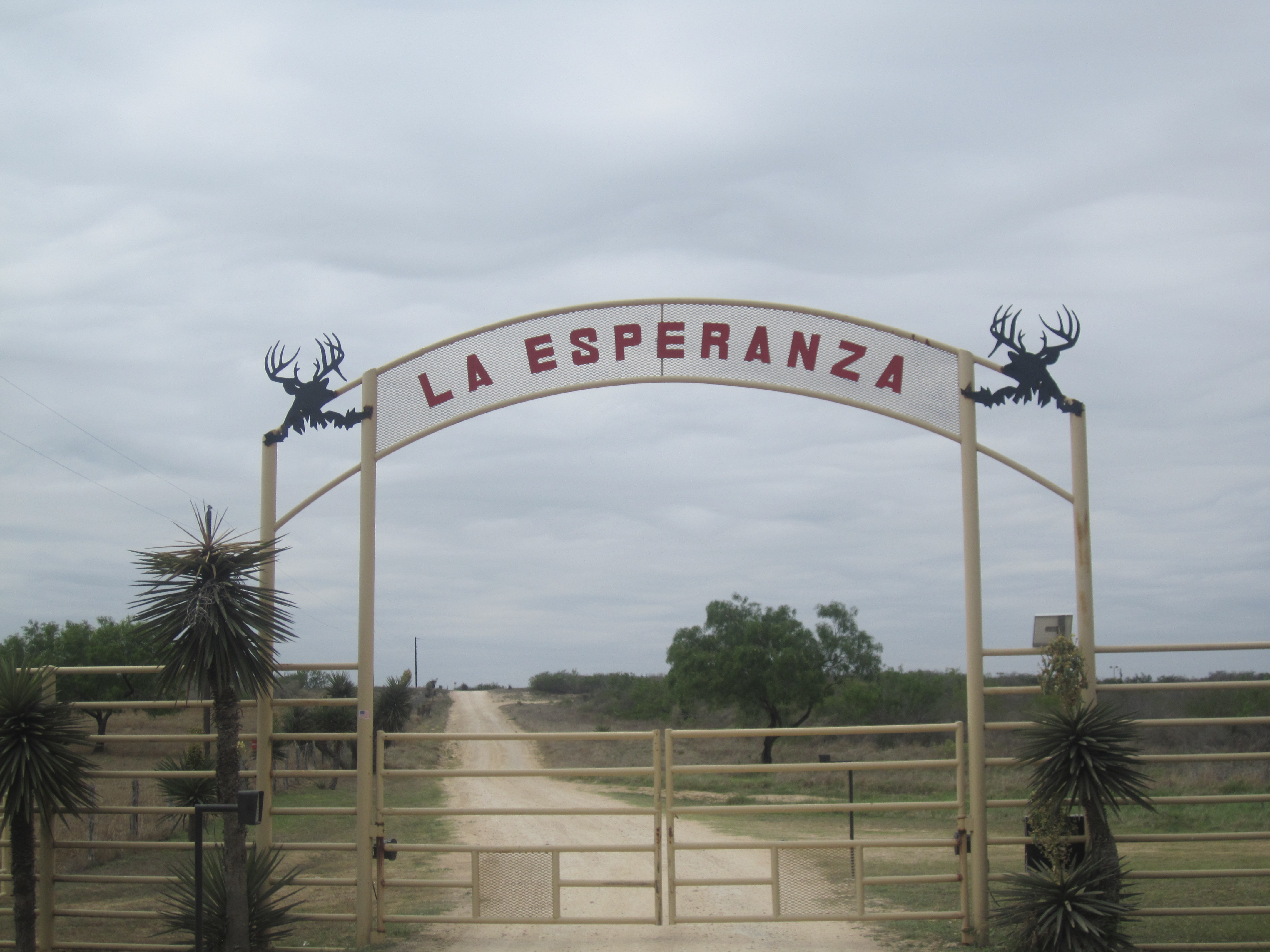
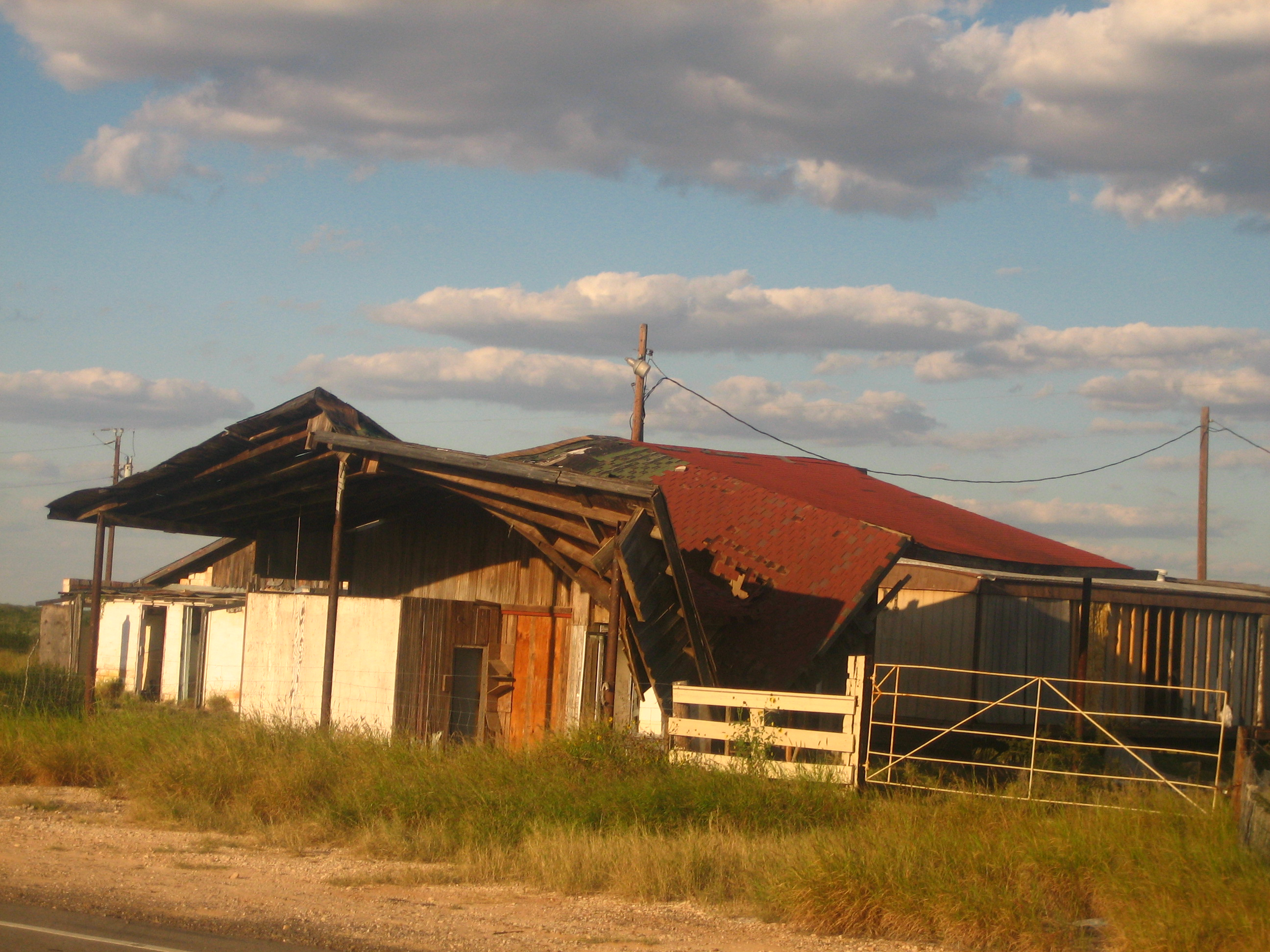